# Bommerhaus
Bommerhaus ist eine Ortschaft von Wipperfürth im Oberbergischen Kreis im Regierungsbezirk Köln in Nordrhein-Westfalen (Deutschland).

## Lage und Beschreibung
Bommerhaus liegt im Süden des Stadtgebietes von Wipperfürth. Nachbarorte sind Sonnenberg, Grünenberg, Hermesberg und Klespe.
Politisch wird der Ort durch den Direktkandidaten des Wahlbezirks 7.2 (072) südöstliches Stadtgebiet im Rat der Stadt Wipperfürth vertreten.

## Geschichte
Die historische Karte Topographia Ducatus Montani aus dem Jahre 1715 zeigt einen einzelnen Hof und benennt diesen mit „Bomerhüsg“. Die Karte Topographische Aufnahme der Rheinlande von 1825 zeigt Bommerhaus auf umgrenztem Hofraum mit fünf separaten Gebäudegrundrissen. Aus dem Jahre 1863 stammt ein im Ort stehendes Wegekreuz aus Sandstein, das heute unter Denkmalschutz steht. Es besteht aus einem Kruzifix mit Korpus und INRI-Schild, einem Mittelblock mit dem Relief dreier Heiliger (Inschrift: St. Caißargin, St. Maria, St. Augusti) und trägt im Sockel unter den eingemeißelten Symbolen Kreuz, Herz und Anker die Inschrift:"Meide die Sünde Rette deine Seele!/Errichtet von den Eheleuten/Carl Hardenbiker/und/Augusta Biesenbach/zu Bommerhaus 1863.

## Busverbindungen
Über die im Nachbarort gelegene Haltestelle Grünenberg der Linie 332 (VRS/OVAG) ist eine Anbindung an den öffentlichen Personennahverkehr gegeben.

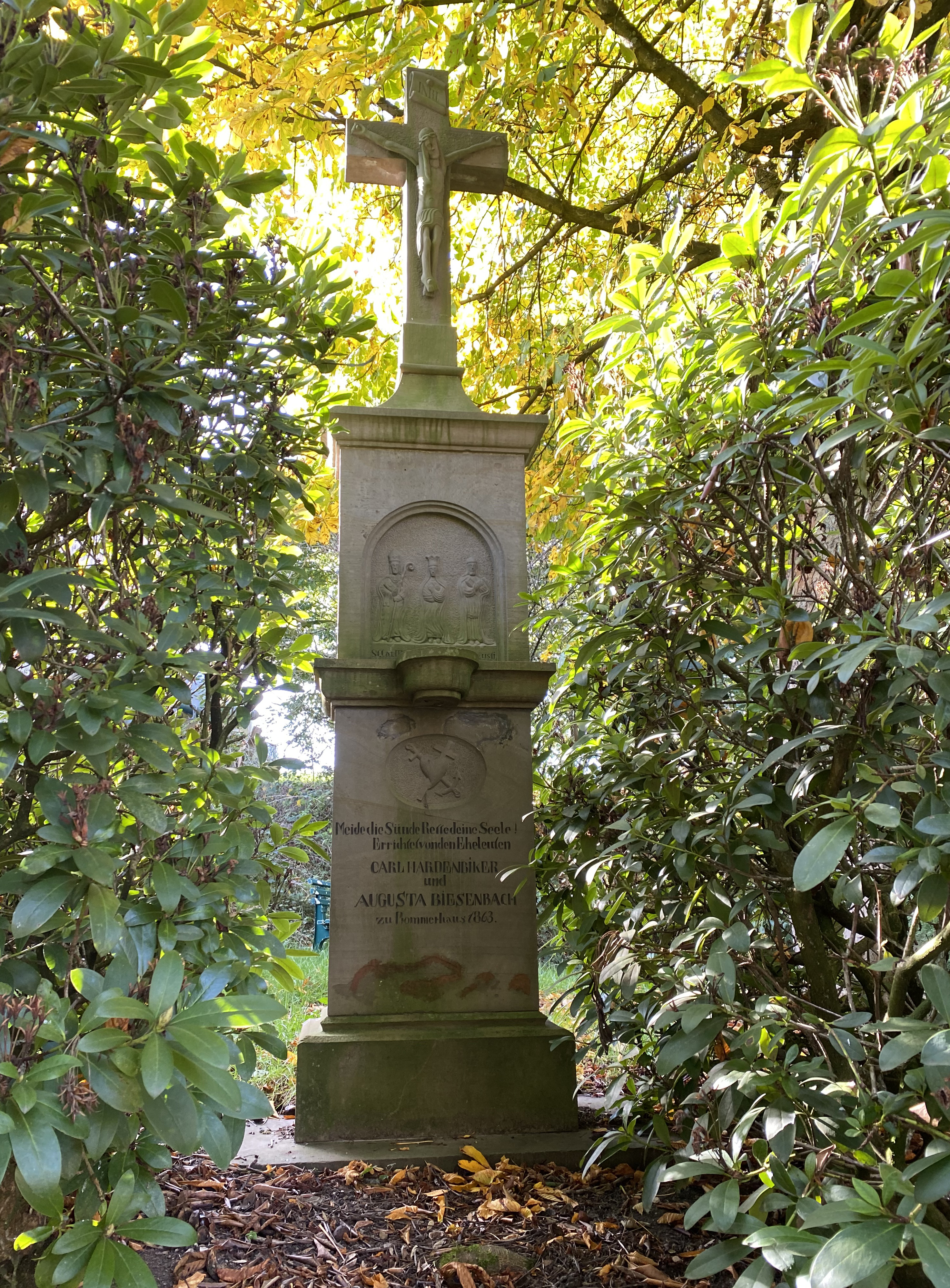
Wegekreuz (1863)
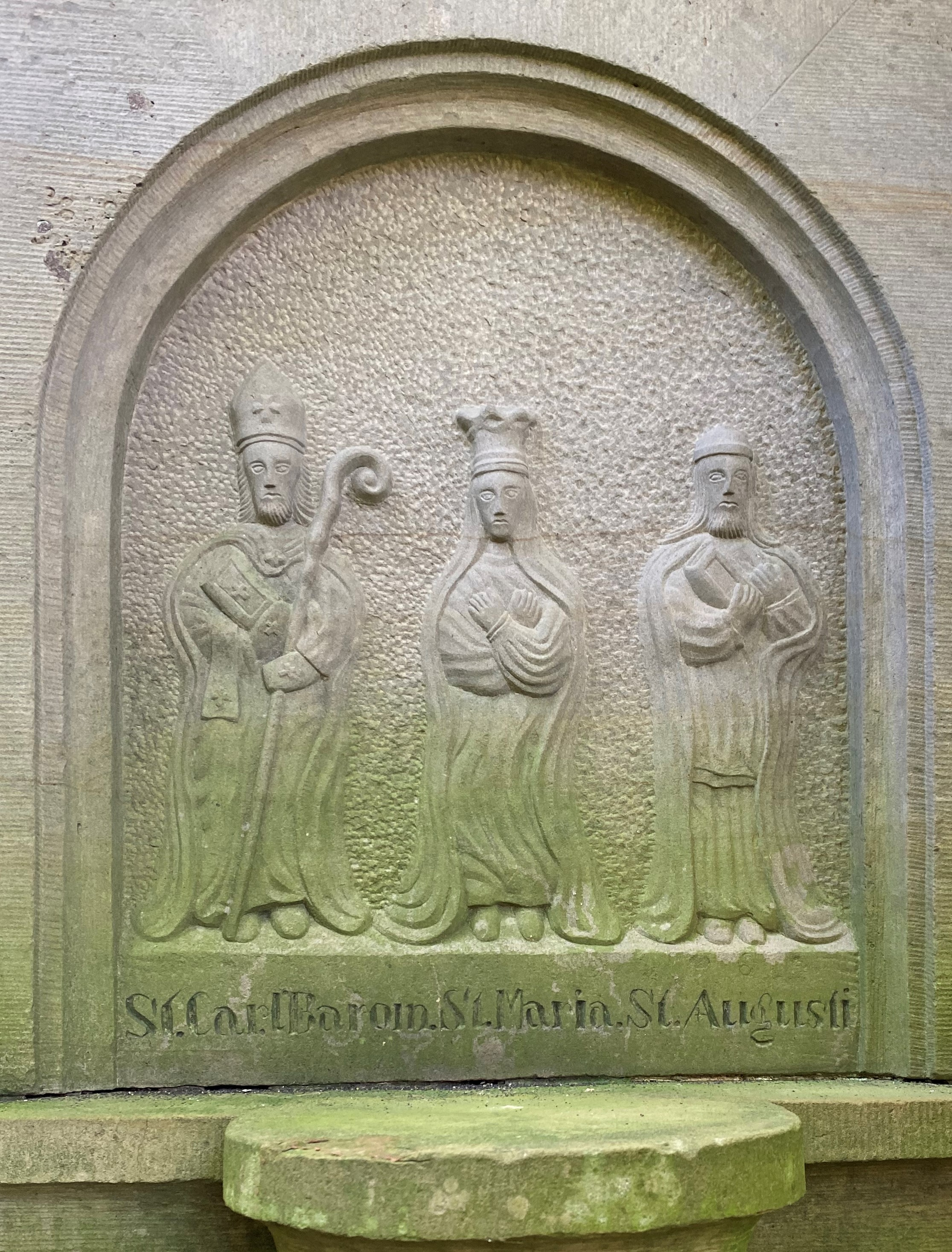
Relief